# Cadempino
Cadempino é uma comuna da Suíça, no Cantão Tessino, com cerca de 1.384 habitantes. Estende-se por uma área de 0,76 km², de densidade populacional de 1.821 hab/km². Confina com as seguintes comunas: Cureglia, Lamone, Manno, Vezia.
A língua oficial nesta comuna é o Italiano.